# 麻山镇 (萍乡市)
麻山镇，是中华人民共和国江西省萍乡市湘东区下辖的一个乡镇级行政单位。

## 行政区划
麻山镇下辖以下地区：
麻山村、新塘村、小桥村、善洲村、桐田村、景星村、三山村、连山村、横岗村、汶泉村、中坪村、桃源村、苏坊村和船形村。